# Reliëf Franz Liszt
Het Reliëf Franz Liszt is een reliëf in Amsterdam-Centrum.
Het reliëf van beeldhouwster Gyöngyi Szathmáry werd in april 1991 geplaatst boven de hoofdingang van de Mozes en Aäronkerk aan het Waterlooplein. De plaquette herinnert aan het bezoek dat de componist Franz Liszt op 29 april 1866 aan die kerk bracht voor het bijwonen van een uitvoering van zijn Graner Messe. Het was een geschenk van de Franz Liszt Kring. De Hongaarse ambassadeur onthulde het monumentje op 29 april 1991.
Het markeerde ook de verhuizing van het Franz Lisztfestival van Utrecht naar Amsterdam. 
Franz Liszt
woonde op 29 april 1866
in deze kerk
de uitvoering bij van zijn
Graner Messe
Franz Liszt Kring Nederland
29 april 1991

In een zijgevel van diezelfde kerk werd een jaar later het 8 Decembermonument gezet.